# Bugatti Bolide
El Bugatti Bolide es un automóvil superdeportivo enfocado para su uso exclusivamente en la pista, desarrollado por el fabricante francés Bugatti y por Bugatti Engineering GmbH, fabricado en Molsheim, Francia. Según la firma, anunció que este sería su último automóvil fabricado con un motor W16. El nombre del Bolide proviene del término "le bolide", que literalmente significa "el coche de carreras" en francés. El concepto fundamental se basa en un borrador técnico del ingeniero jefe de Bugatti y "Gurú técnico" Frank Goetzke.

## Presentación

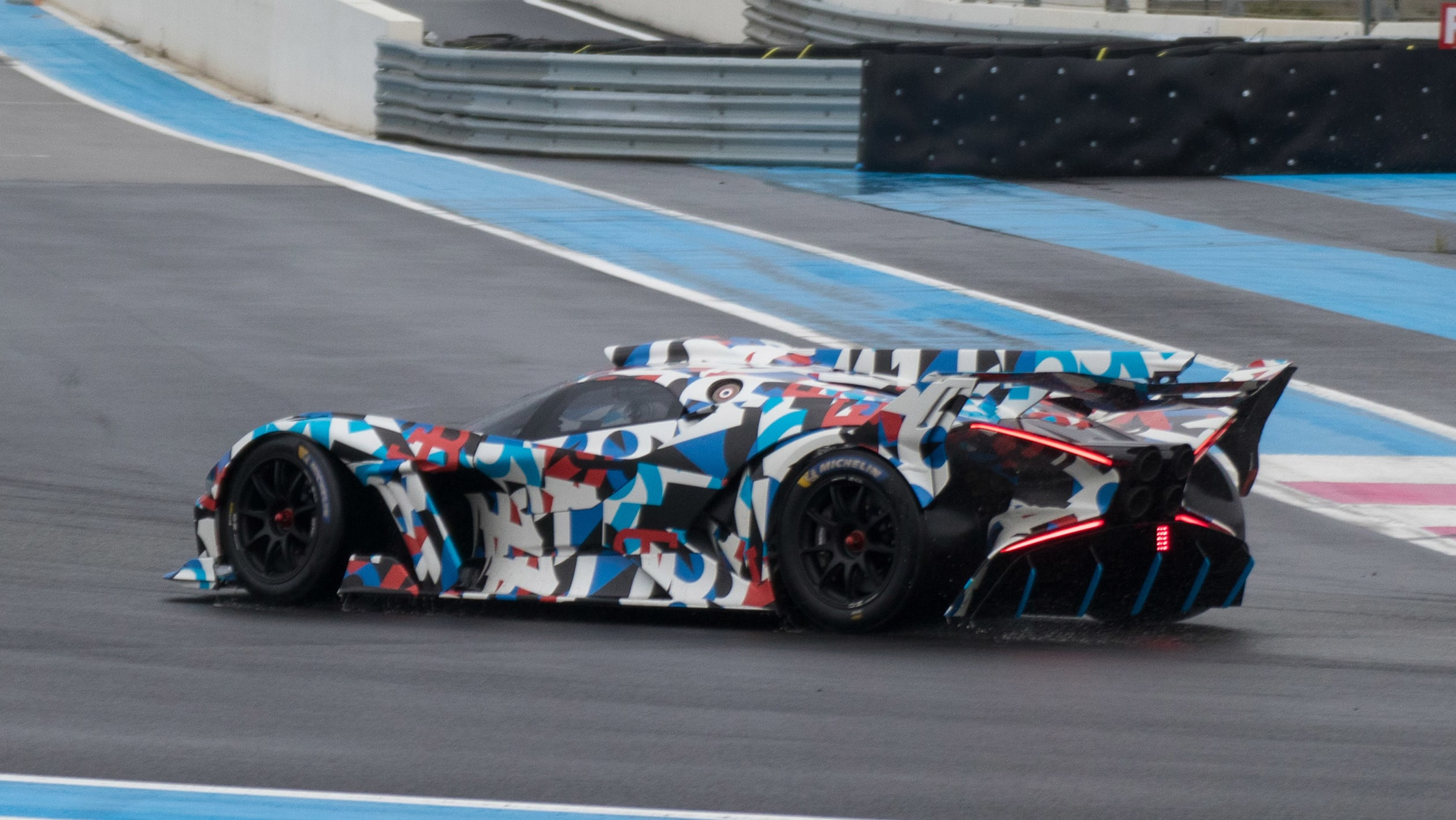
En colores de camuflaje

Bugatti lo anunció el 23 de octubre de 2020 mediante una imagen en internet con el mensaje "et si… ? » surplombant le chiffre « 0.67" (y si… ? » sobrepasamos la cifra de « 0.67).
Se presentó oficialmente al público por primera vez el 28 de octubre de 2020. La cifra "0.67" de la versión conceptual, resultó ser derivada de una relación peso a potencia de 0,67 kg/CV. De hecho, ofrece 1600 CV (1578 HP; 1177 kW), en lugar de los 1850 CV (1825 HP; 1361 kW) anunciados inicialmente, para un peso de 1240 kg (2734 libras). Pero con los estándares de seguridad en línea con las regulaciones de la FIA, según una publicación de Bugatti, este automóvil alcanzaría los 1450 kg (3197 libras), por lo que la relación peso a potencia se reduce a 0,91 kg con gasolina súper plus.
Según la firma de Molsheim, es la respuesta a la pregunta: “¿Qué pasaría si Bugatti construyera un superdeportivo para la pista, siguiendo las reglas de la FIA?"
Según las simulaciones del propio fabricante, sería capaz de realizar el recorrido del Circuito de la Sarthe de las 24 Horas de Le Mans en 3 minutos y 7 segundos; y en el Nürburgring Nordschleife en 5 minutos y 23 segundos.

## Datos técnicos
Para cumplir con las normas de seguridad de la FIA, dispone de asientos de cubo con carcasa de fibra de carbono, sistema automático de extinción de incendios, compatibilidad con HANS, dispositivo para ser remolcado, cierre centralizado de ruedas, ventanas de policarbonato liviano y cinturón de seguridad de seis puntos.
Utiliza materiales ultraligeros en su diseño, con una carrocería monocasco de fibra de carbono, tornillos y fijadores de titanio, paredes de aleación de titanio impresas en 3D, algunas con un grosor de solamente 0.5 mm y frenos de cerámicos.
En la parte trasera, las luces representan una gran "X" como un homenaje al Bell X-1, el primer avión en romper la barrera del sonido. En su centro se agrupan las cuatro salidas de escape del W16.
Su aerodinámica también se ha mejorado en comparación con el Chiron, impresionando así a muchos entusiastas de los automóviles.

### Motorización
Hereda el mismo W16 de 7993 cm³ (8 L; 487,8 plg³) con cuádruples turbocompresores del Bugatti Chiron, cuya potencia se incrementa a 1850 CV (1825 HP; 1361 kW) y con un par máximo de 1850 N·m (1364 lb·pie) con combustible de competición de 110 octanos; y a 1600 CV (1578 HP; 1177 kW) con combustible de 98 octanos.
En teoría, sería capaz de acelerar de 0 a 400 km/h (0 a 249 mph) y luego frenar hasta detenerse, es decir, de 0-400-0 km/h en 24.64 segundos; y de 0-311 mph (501 km/h)-0 en 33.62 segundos.

## Producción
Es un superdeportivo no homologado para la carretera. En agosto de 2021, se anunció en California que estaba previsto que las primeras entregas se realizarían en 2024, por un precio unitario de 4 000 000 €, cuya producción total estaría limitada a 40 unidades.

## Premios
Fue galardonado con el premio de "El hipercoche más bonito del año 2021", en el Salón del Automóvil de París.